# Urraca Blanca (pera)
Urraca Blanca es el nombre de una variedad cultivar de pera europea Pyrus communis. Esta pera está cultivada en la colección de la Estación Experimental Aula Dei (Zaragoza). Esta pera también está cultivada en diversos viveros entre ellos algunos dedicados a conservación de árboles frutales en peligro de desaparición. Esta pera variedad muy antigua es originaria de España, en Padrón (provincia de La Coruña), y tuvo su mejor época de cultivo comercial antes de la década de 1960, y actualmente en menor medida aún se encuentra.

## Sinonimia
- "Urraca Branca».[1]
- "Urraca Pequena»,
- "Urraca Pequena Agosto»,
- "Peros de AgostoSetembro».[8]

## Historia
En España Urraca Blanca está considerada incluida en las variedades locales autóctonas muy antiguas, cuyo cultivo se centraba en comarcas muy definidas. Se caracterizaban por su buena adaptación a sus ecosistemas y podrían tener interés genético en virtud de su adaptación. Se encontraban diseminadas por todas las regiones fruteras españolas, aunque eran especialmente frecuentes en la España húmeda. Estas se podían clasificar en dos subgrupos: de mesa y de cocina (aunque algunas tenían aptitud mixta).
Urraca Blanca es una variedad clasificada como de mesa, difundido su cultivo en el pasado por los viveros comerciales y cuyo cultivo en la actualidad se ha reducido a huertos familiares y jardines privados.

## Características
El peral de la variedad Urraca Blanca tiene un vigor medio; florece a finales de abril; tubo del cáliz en embudo poco profundo con conducto corto y estrecho.
La variedad de pera Urraca Blanca tiene un fruto de tamaño pequeño a medio; forma piriforme, piriforme truncada u oval, con cuello muy ligero o nulo, presentando contorno irregular; piel lisa, brillante, untuosa; con color de fondo amarillo verdoso o dorado claro, con sobre color de chapa suave sonrosada de extensión variable, presenta un punteado muy abundante, de ruginoso-«russeting», de un tamaño variable, también presenta estrías ruginosas poco extensas partiendo de la cavidad peduncular y zona ruginosa más compacta alrededor del ojo, «russeting» (pardeamiento áspero superficial que presentan algunas variedades) medio; pedúnculo de longitud media, fino, engrosado en su extremo, sin formar maza, ruginoso-«russetin» bronceado, implantado derecho, cavidad del pedúnculo estrecha, profundidad variable, con el borde ondulado o mamelonado; anchura de la cavidad calicina muy superficial, borde liso o ligeramente ondulado; ojo grande, abierto. Sépalos erectos, divergentes, con las puntas generalmente partidas, base semi-carnosa, verdosa, algo prominente.
Carne de color blanco; textura medio firme, ligeramente granulosa, jugosa; sabor aromático, alimonado, refrescante, muy bueno; corazón medio o grande, mal delimitado. Eje muy largo, irregular, abierto, de interior lanoso o relleno. Celdillas amplias. Semillas de tamaño medio, muy alargadas, forma irregular y variable, ligeramente espolonadas, a veces puntiagudas, con cuello muy marcado, con color castaño rojizo oscuro.
La pera Urraca Blanca madura en la primera quincena de agosto (en E. E. Aula Dei de Zaragoza). Aguanta en buenas condiciones un mes de almacenamiento en un ambiente refrigerado. Se usa como pera de mesa fresca, y en la elaboración de perada.